# 백현만
백현만(白賢萬, 1964년 1월 27일~)은 대한민국의 권투 선수이다. 1988년 하계 올림픽 헤비급에서 아시아 선수로는 최초로 결승에 진출했으며 은메달을 획득했다.